# I Don't Like Mondays.
I Don't Like Mondays. (abreviado para IDLMs.) é uma banda de rock japonesa com sede em Tóquio. Os membros da banda são Yu (vocal), Choji (guitarra), Kenji (baixo), e Shuki (bateria). Fundada em 2012, a banda lançou vários álbuns e singles de produção própria, incluindo a música tema do anime One Piece, "Paint".
A banda se concentra em criar músicas dançantes de alta energia com refrãos memoráveis e uma sensação de leveza que pode aliviar os fardos do dia a dia, incluindo as “segundas-feiras” referenciadas em seu nome.
Além de diversas turnês pelo Japão, a banda já se apresentou internacionalmente em festivais em Jacarta, São Paulo, Taipei e Barcelona. Sua música foi usada nos dramas de televisão Rizzoli & Isles e Octo: Mind Investigator Akari Shinno.
A banda também está profundamente envolvida na indústria da moda e colaborou com Versace, H&M, Emporio Armani e Leslie Kee, entre outros, além de lançar sua marca de moda original.
Eles assinaram com a Rhythm Zone, uma marca do Avex Group.

## Membros da banda
| Nome  | Papel    | Aniversário             |
| ----- | -------- | ----------------------- |
| Yu    | Vocal    | 26 de fevereiro de 1988 |
| Choji | Guitarra | 6 de dezembro de 1986   |
| Kenji | Baixo    | 13 de agosto de 1986    |
| Shuki | Bateria  | 13 de julho de 1988     |

## História

### Origem do nome da banda
O nome da banda "I Don't Like Mondays." foi escolhido porque os integrantes gostaram da ideia de usar uma frase para descrever a banda. A banda afirmou que realmente não gosta das segundas-feiras e considera que é um feriado semanal.

### 2012–2015: Formação e primeiros álbuns
A banda foi formada em 2012 em Omotesandō, Tóquio. Yu pretendia ser empresário de uma nova banda quando conheceu Kenji e Shuki, que haviam trabalhado juntos em uma banda anterior. Choji entrou depois que o guitarrista inicial da banda desistiu.
Seu primeiro álbum Play foi lançado em setembro de 2014 pela Nippon Coumbia, com a banda tocando em vários festivais no mesmo ano, incluindo Tokyo Crazy Kawaii Taipei e J-Music LAB 2014 no Hai Day. O videoclipe de "Perfect Night" foi lançado em julho, seguido por um remix da música em dezembro pelo DJ Baby-T.
Em janeiro de 2015, eles lançaram o single duplo A-side "We Are Young"/"Super Special", que incluía três remixes no estilo de música eletrônica de cançoes lançadas anteriormente. A arte e a foto da capa foram produzidas com direção de arte dos membros da banda. "Super Special" foi escolhido como tema de encerramento da transmissão japonesa da série dramática policial americana Rizzoli & Isles.
O segundo álbum da banda, Tokyo, foi lançado em julho de 2015. Para a capa do álbum, a banda foi fotografada por Leslie Kee . A faixa "Final Destination" foi usada como tema de encerramento da segunda temporada de Rizzoli & Isles. Em junho, IDLMs. forneceu música para o "Nippon Genki Project 2015 Super Energy!!" desfile de moda produzido por Kansai Yamamoto. A banda realizou seu primeiro show solo em Shibuya WWW em 25 de outubro.
Em setembro de 2015, a banda produziu um single intitulado "The Independent", que foi usado no curta-metragem de Leslie Kee, The Independents, com o estilista Yohji Yamamoto.

### 2016–2021:Fashion, FutureeBlack Humor
A banda lançou seu terceiro álbum Fashion em setembro de 2016. O Google Play Music no Japão usou "Freaky Boy" do álbum em seus anúncios, e a música "Tonight" foi apresentada como tema de encerramento do programa musical noturno da TBS, Count Down TV. Eles lançaram sua primeira turnê nacional em outubro e realizaram um concerto solo no Zepp DiverCity em Tóquio em 19 de novembro.
Em junho de 2017, a banda lançou o EP Summer, que incluía um remix dance de "Tonight". O lançamento da edição limitada também continha 11 vídeos ao vivo da turnê japonesa de 2016 e da apresentação final no Zepp DiverCity.
Em agosto de 2019, foi lançado seu quarto álbum, Future, que foi o primeiro álbum do novo selo Rhythm Zone. O álbum continha novos mixes de "Tonight" e "Fire" criados para o lançamento, e a edição especial em Blu-ray trazia um documentário das turnês recentes da banda e sua decisão de mudar de gravadora. Antes do lançamento do álbum, a banda tocou a nova música "Diamond" pela primeira vez no festival Join Alive em Hokkaido em 13 de julho. O videoclipe de "Diamond" estreou no dia 13 de julho, com os figurinos dos integrantes da banda fornecidos pela H&M.
IDLMS. lançou seu quinto álbum, Black Humor, em agosto de 2021. Durante a fase de composição do álbum, Yu compôs suas letras em um piano para desenvolver a melodia simultaneamente. Uma colaboração com a marca de moda britânica AllSaints foi apresentada para promover o lançamento do álbum.
Após o lançamento de Black Humor, a banda lançou uma turnê nacional pelo Japão, realizando o maior número de shows em uma única turnê.

### 2022 – presente: One Piece e atividades internacionais
Em janeiro de 2022, a banda lançou "Paint", que foi utilizado para a abertura do anime One Piece. Yu afirmou ter afinidade com a série, alegando que foi o único mangá que leu na infância, e usou o aspecto do trabalho em equipe de sua própria banda como inspiração. Para se preparar para a criação da música, Yu se correspondeu com o criador da série, Eiichiro Oda, para expressar seus pensamentos sobre o tema da série de superação de adversidades.
Em julho, eles se apresentaram no evento Anime Friends em São Paulo, Brasil. Naquele mesmo mês, a música "Kasaneiro" foi usada como tema do drama de televisão japonês Octo: Mind Investigator Akari Shinno.
Em fevereiro de 2023, suas canções "Moon Night" e "Wolf Vibes" foram usadas como temas de abertura e encerramento do drama de TV Zenryoku de, Aishite Ii Kana? estrelado por Nanami Sakuraba. Em 2 de julho de 2023, eles se apresentaram no festival BubblePop em Barcelona, Espanha.

## Produção musical e estilo visual

### Estilo Musical
Yu escreve letras em inglês e japonês. A banda notou que o som de suas primeiras gravações foi baseado em influências internacionais, incorporando soul, disco e pop. Os membros citaram uma série de influências, incluindo Katy Perry, Bruno Mars, Kanye West, The Beatles, Oasis e Peter Gabriel. Começando com Black Humor, de 2021, a banda tomou uma decisão consciente de se concentrar mais no público J-Pop doméstico do Japão.

### Produção musical
A banda colabora igualmente na criação das músicas, utilizando tecnologia digital para compartilhar ideias e construir cada faixa remotamente quando não estão juntos no estúdio. O baixo e o ritmo do refrão são criados primeiro e depois a melodia é adicionada. A banda frequentemente faz referência a tendências populares na música para decidir o clima geral e o estilo de uma música.

### Direção de arte e palco
A banda supervisiona diretamente a aparência de seus shows ao vivo, vídeos promocionais, capa do CD e fotos da banda.
Em 2021, Shuki e Yu colaboraram na arte e nos vídeos animados de promoção de Black Humor.

### Moda
Lançaram uma marca original "IDLMs by I Don't Like Mondays". Após o lançamento, eles colaboraram com uma loja de marca original japonesa "And A" e iniciaram uma marca colaborativa chamada "And A by I Don't Like Mondays". Em setembro de 2016, eles anunciaram uma colaboração com a loja de roupas japonesa Restir e lançaram "IDLMs. Creative Direction by Restir Edition". Eles se apresentaram em um desfile de moda de Kansai Yamamoto.
Em 2015, IDLMs. criou a trilha sonora do curta-metragem de Leslie Kee, The Independents, que contou com as coleções A/W 2015 de Yohji Yamamoto. A banda também apareceu no filme.
Em abril de 2019, IDLMs. colaborou com a Adidas para o videoclipe de "Do Ya?" e apresentou um evento em setembro com AllSaints como parte do Vogue Fashion's Night Out.
Em outubro de 2020, IDLMs. tornaram-se embaixadores da marca britânica de relógios Henry London. A Emporio Armani forneceu os figurinos da banda para o videoclipe "Millennials - Just a Thought".
A faixa "Shape of Love" foi usada para promover a primeira campanha original da H&M (Happy Golden Week) no Japão. Eles também atuaram no filme promocional desta campanha, filmado por Leslie Kee.

## Turnês
| ANO  | TÍTULO                                                                                    |
| ---- | ----------------------------------------------------------------------------------------- |
| 2015 | Tokyo 2015                                                                                |
| 2016 | Tokyo 2016                                                                                |
| 2016 | 1ª Turnê "Fashion"                                                                        |
| 2017 | IDLMs. Tour conjunto de shows Convidados: Keishi Tanaka / Paellas / Unchain / Vickeblanka |
| 2018 | Turnê "A Girl in the City"                                                                |
| 2019 | Turnê "Future"                                                                            |
| 2021 | Turnê "Black Humor"                                                                       |
| 2022 | Turnê Black Thunderbird                                                                   |
| 2023 | Turnê ao vivo da Billboard 2023                                                           |
| 2023 | Turnê "Runway"                                                                            |

## Discografia

### Singles
| YEAR | TITLE                                                          | MÚSICAS | Observação                                          |
| ---- | -------------------------------------------------------------- | --- | --------------------------------------------------- |
| 2015 | We Are Young / Super Special                                   | We Are Young Super Special Memories (pal@pop Remix) Perfect Night (pal@pop Remix) Golden Life (Graves + K-smooth Remix)                                                                                                 |                                                     |
| 2015 | Girlfriend (Digital Single)                                    | Girlfriend |                                                     |
| 2016 | Sorry                                                          | CD Sorry Girlfriend Sorry (minus one) Girlfriend (minus one) DVD Tokyo Brothers (de "Tokyo 2015") Super Special (de "Tokyo 2015") Fire (de "Tokyo 2015") We Are Young (de "Tokyo 2015") Perfect Night (de "Tokyo 2015") |                                                     |
| 2016 | Tonight                                                        | Tonight Life Sing (electric version) Tonight (minus one) Life (minus one) |                                                     |
| 2017 | Prince (Digital Single)                                        | Prince |                                                     |
| 2017 | My Girl (Digital Single)                                       | My Girl |                                                     |
| 2018 | One Thing feat. Salu                                           | One Thing feat. Salu |                                                     |
| 2018 | Lemonade                                                       | Lemonade |                                                     |
| 2018 | One Thing feat. Salu (Baby-T Remix)                            | One Thing feat. Salu (Baby-T Remix) |                                                     |
| 2019 | Do Ya?                                                         | Do Ya? |                                                     |
| 2019 | Zero Gravity                                                   | Zero Gravity |                                                     |
| 2019 | Up to U                                                        | Up to U |                                                     |
| 2019 | Gift                                                           | Gift |                                                     |
| 2020 | Plastic City                                                   | Plastic City |                                                     |
| 2020 | Zenbu Anata no Sei Nanda (全部アナタのせいなんだ)              | Zenbu Anata no Sei Nanda (全部アナタのせいなんだ) |                                                     |
| 2020 | Sunflower                                                      | Sunflower |                                                     |
| 2020 | Monster (モンスター)                                           | Monster (モンスター) |                                                     |
| 2020 | Mr. Clever                                                     | Mr. Clever |                                                     |
| 2020 | Entertainer                                                    | Entertainer | Tema de Nishiogikubo Mitsuboshi Yoshudo             |
| 2020 | Tokyo Extra (東京エキストラ)                                   | Tokyo Extra (東京エキストラ) |                                                     |
| 2020 | Millennials -just I thought- (ミレニアルズ 〜just I thought〜) | Millennials -just I thought- (ミレニアルズ 〜just I thought〜) |                                                     |
| 2021 | Sunflower (Acoustic Live Ver.)                                 | Sunflower (Acoustic Live Ver.) |                                                     |
| 2021 | Mr. Clever (Acoustic Live Ver.)                                | Mr. Clever (Acoustic Live Ver.) |                                                     |
| 2021 | Entertainer (Acoustic Live Ver.)                               | Entertainer (Acoustic Live Ver.) |                                                     |
| 2021 | Chijo wo Yumemiru Sakana (地上を夢見る魚)                      | Chijo wo Yumemiru Sakana (地上を夢見る魚) | Música de Henry London 2021 S/S                     |
| 2021 | Ai Kotoba (愛言葉)                                             | Ai Kotoba (愛言葉) |                                                     |
| 2021 | Baka (馬鹿)                                                    | Baka (馬鹿) |                                                     |
| 2021 | Ongaku no ni ni (音楽のように)                                 | Ongaku no ni ni (音楽のように) | Tema de "Do you still swear love?"                  |
| 2021 | Utsukushiki Sekai (美しき世界)                                 | Beautiful World (Utsukushiki Sekai) |                                                     |
| 2022 | Paint                                                          | Paint | 24ª abertura de One Piece                           |
| 2022 | Sora no Ao ni Misarete (空の青さにみせられて)                  | Sora no Ao ni Misarete (空の青さにみせられて) | Tema de encerramento de "Marutto! Saturday"         |
| 2022 | Honne                                                          | Honne |                                                     |
| 2022 | Yoroi                                                          | Yoroi |                                                     |
| 2022 | Kasaneiro (重ね色)                                             | Kasaneiro (重ね色) | Tema de Octo ~Emotional investigator Akari Kono~    |
| 2022 | Lonely Zombie Wonderland (ロンリーゾンビーワンダーランド)      | Lonely Zombie Wonderland (ロンリーゾンビーワンダーランド) |                                                     |
| 2022 | Scroll. (Arranged by tofubeats)                                | Scroll. (Arranged by tofubeats) |                                                     |
| 2022 | Dynamite (ダイナマイト)                                        | Dynamite (ダイナマイト) |                                                     |
| 2023 | Wolf Vibes                                                     | Wolf Vibes | Tema de Will You Let Me Love You With All My Heart? |
| 2023 | Mmm...                                                         | Mmm... |                                                     |
| 2023 | Umbrella                                                       | Umbrella | Música da campanha colaborativa sloggi special      |
| 2023 | Summer Ghost                                                   | Summer Ghost |                                                     |
| 2023 | What’s going on? feat. Celina Sharma                           | What’s going on? feat. Celina Sharma |                                                     |

### Álbuns
| ANO  | TÍTULO       | MÚSICAS |
| ---- | ------------ | --- |
| 2014 | Play         | Memories Perfect Night Don't Stop Your Music Bang!! Golden Life Badman |
| 2015 | Tokyo        | Fire We Are Young Tokyo Brothers Sing Star Drive Feeling Love Yourself Super Special Perfect Night Final Destination Memories Road |
| 2016 | Fashion      | CD Introduction Crazy Don't look back Game Over Sorry Marry me Right before sunset Tonight Fashion Stranger Girlfriend Freaky boy Life Memories (acústica) *Faixa bônus The Independents *Faixa bônus DVD Sing (Videoclipe) Love Yourself (Videoclipe) Girlfriend (Videoclipe) Sorry (Videoclipe) Tonight (Videoclipe) Crazy (Videoclipe) Sorry (outra edição) Por trás das câmeras |
| 2019 | Future       | FUTURE - Introduction DIAMOND DO YA? UP TO U ZERO GRAVITY LEMONADE AITAI A GIRL IN THE CITY PLEASE CALL ME TONIGHT - Future Ver. TRY FOR YOU FANCY GIRL |
| 2021 | Black Humour | Black Humour MR. CLEVER 地上を夢見る魚 MONOPOLY Norari Kurari MOON NIGHT Its all your fault Fool Sunflower Words of Love Cactus Gift Plastic City Monster Entertainer Tokyo Extra Millennials (Just I thought) |
| 2023 | RUNWAY       | Umbrella Summer Ghost Beautiful Chaos Strawberry Night Conversation Sin City Mmm... WOLF VIBES Dynamite PAINT |

### EPs
| ANO  | TÍTULO             | MÚSICAS |
| ---- | ------------------ | --- |
| 2017 | Summer             | On my way Shape of love Prince Tonight (Ksuke Remix) Tokyo Brothers (mix ao vivo) Memories (mix ao vivo) Don't Look Back (mix ao vivo) On my way (mix ao vivo) |
| 2018 | A Girl in the City | One Thing feat. Salu Lemonade So Bad A Girl in the City Freaky Boy (Shuki Remix) One Thing feat. Salu (Ksuke Remix)                                            |